# یواس‌اس لامسان (دی‌دی-۳۲۸)
یواس‌اس لامسان (دی‌دی-۳۲۸) (به انگلیسی: USS Lamson (DD-328)) یک کشتی بود که طول آن ۹۵٫۸۳ متر (۳۱۴٫۴ فوت) بود. این کشتی در سال ۱۹۲۰ ساخته شد.